# Ola Didrik Saugstad
Ola Didrik Saugstad (født 5. marts 1947) er en norsk børnelæge og professor dr.med. Han er overlæge ved Rigshospitalet, chef for Pediatrisk forskningsinstitut og professor i medicin ved Universitetet i Oslo. Saugstad er internationalt kendt for sin forskning på genoplivning af nyfødte. Han modtog Den nordiske medicinpris i 2012, er medlem af Det Norske Videnskaps-Akademi og ridder 1. klasse af St. Olavs Orden.